# Песчаная сумчатая мышь
Песчаная сумчатая мышь (лат. Sminthopsis psammophila) — вид из рода узконогих сумчатых мышей семейства хищные сумчатые. Эндемик Австралии.

## Распространение
Вид был впервые описан в 1894 году по единственному экземпляру, найденному в Северной территории у озера Амадиус (центральная часть Австралии). Тем не менее впоследствии представители этого вида не регистрировались в этой части Австралии, и вплоть до 1969 года, когда были найдены ещё 4 экземпляра уже в Южной Австралии, вид считался вымершим. В 1985 году небольшая популяция была также обнаружена в Западной Австралии.
В настоящее время песчаная сумчатая мышь обитает в австралийских штатах Южная Австралия (две изолированные популяции, одна из которых встречается у озера Эйр) и Западная Австралия (юго-западная часть Большой пустыни Виктория).
Естественная среда обитания — песчаные дюны, покрытые спинифексом (травами рода Triodia).

## Внешний вид
Длина тела с головой колеблется от 90 до 120 мм, хвоста — от 110 до 130 мм. Вес взрослой особи — от 15 до 80 г. Волосяной покров короткий, густой и мягкий. Спина серого или светло-коричневого цвета. Брюхо окрашено в белый, жёлтый или рыжий цвет. Щёки красноватые. Морда вытянутая, заострённая. По середине морды проходит тёмная продольная полоса. Уши большие, закруглённые. Хвост узкий, редко покрыт волосами. Сверху хвост серого цвета; нижняя сторона светлее верхней. На кончике — гребешок из коротких чёрных волос. В отличие от некоторых других представителей рода у песчаной сумчатой мыши в хвосте отсутствуют жировые отложения. Задние лапы широкие. Имеется большой палец. Лапы, в том числе подошвы, покрыты волосяным покровом, вероятно, это способствует лучшему передвижению по песку.

## Образ жизни
Ведёт наземный образ жизни. Активность приходится как на ночь, так и на день. В случае угрозы принимает присевшую оборонительную позицию, издавая горловые шипящие звуки. Питается преимущественно насекомыми и другими беспозвоночными.

## Размножение
Сумка развита хорошо. Период размножения приходится на сентябрь. Потомство появляется на свет уже в сентябре-октябре. В потомстве, как правило, четыре-пять детёнышей. Количество сосков у матери — 8. Детёныши отлучаются от груди матери в декабре-январе.